# Вепшниця
Вепшниця (пол. Wieprznica) — село в Польщі, у гміні Косьцежина Косьцерського повіту Поморського воєводства.
Населення — 113 осіб (2011).
У 1975-1998 роках село належало до Гданського воєводства.

## Демографія
Демографічна структура станом на 31 березня 2011 року:
|          | Загалом | Допрацездатний вік | Працездатний вік | Постпрацездатний вік |
| -------- | ------- | ------------------ | ---------------- | -------------------- |
| Чоловіки | 55      | 7                  | 41               | 7                    |
| Жінки    | 58      | 12                 | 33               | 13                   |
| Разом    | 113     | 19                 | 74               | 20                   |